# Villamarín (parroquia)
Villamarín (llamada oficialmente Santiago de Vilamarín) es una parroquia y un lugar del municipio español de Villamarín, en la provincia de Orense, Galicia.

## Toponimia
La parroquia también es conocida por el nombre de Santiago de Villamarín.

## Organización territorial
La parroquia está formada por dieciocho entidades de población:
- As Ouxeas
- Baínte
- Borulfe
- Castiñeiras
- Cazarrande
- Crecedur
- Delvezón
- Fondodevila (Fondo de Vila)
- Gosende
- O Barrio
- O Figueiredo
- O Palacio
- O Reguengo
- Parada
- Pazos de Monte
- Portamieira (Portamieiro)(Porto Amieiro)
- Regueira Grande (A Regueira Grande)
- Villamarín (Vilamarín)

## Demografía

### Parroquia
| Gráfica de evolución demográfica de Villamarín (parroquia) entre 2000 y 2023 |
|                                                                              |
| Datos según el nomenclátor publicado por el INE.                             |

### Lugar
| Gráfica de evolución demográfica de Villamarín (lugar) entre 2000 y 2023 |
|                                                                          |
| Datos según el nomenclátor publicado por el INE.                         |